# Мазилье, Жозеф
Жозеф Мазилье (фр. Joseph Mazilier), настоящее имя Джулио Мазарини (Giulio Mazarini; 13 марта 1797, Марсель — 19 мая 1868, Париж) — французский артист балета, хореограф и балетмейстер.

## Биография
Джулио Мазарини, впоследствии известный как Жозеф Мазилье, родился в 1797 году в Марселе. Начал свою карьеру в Лионе, затем танцевал в Бордо. В 1822 (по другим источникам — в 1825) году состоялся его дебют в парижском театре «Порт-Сен-Мартен». Выступал в балетах Блаша и Коралли; благодаря техническому мастерству и актёрскому дарованию снискал успех у публики.
В 1830 году вошёл в труппу Парижской оперы, где в 1833 году был назначен первым танцовщиком, а в 1839 — балетмейстером. Исполнял главные партии в балетах Тальони (Джеймс в «Сильфиде», Рудольф в «Деве Дуная»), Гировеца и Карафы ди Колобрано («Натали, или Швейцарская молочница»), Лабара («Восстание в Серале»), Галленберга («Бразилия, или Племя женщин») и пр. В 1836—1837 году выступал в Лондоне.
Как балетмейстер Мазилье дебютировал в 1839 году балетом «Цыганка» на музыку Бенуа, Тома и Марлиани. Уже в этой постановке проявилась его склонность к драматическому повествованию, к раскрытию интриги через танец и пантомиму. В числе прочих постановок (общей сложностью около 30) — «Влюблённый бес» Бенуа и Ребера (1840), «Своенравная жена» Адана (1845), «Пахита» Дельдевеза (1846), «Орфа» (1852) и «Корсар» (1856) Адана, «Марко Спада, или Дочь бандита» Обера (1857). Мазилье придавал большое значение мизансцене, декорациям и эффектам, создаваемым с помощью театральной машинерии. Во многом его балеты обязаны своим успехом задействованным в них танцовщицам: Фанни Эльслер, Карлотте Гризи, Каролине Розати. Своими работами Мазилье оказал значительное влияние на французский балет эпохи романтизма.
В сезоне 1851—1852 года Мазилье работал в Петербурге балетмейстером казённой балетной труппы. В 1853—1859 годах руководил балетной школой Парижской оперы. В 1866—1867 году был балетмейстером театра «Ла Монне» в Брюсселе. 
Оставил сцену в 1860 году. Умер в 1868 году в Париже.